# Massimo Anderson
Massimo Anderson (Roma, 1934 – Roma, 16 febbraio 2021) è stato un politico italiano, primo segretario nazionale del Fronte della Gioventù.

## Biografia
Massimo Anderson divenne nel 1954 primo segretario generale della Giovane Italia e lo fu fino al 1966. Nel 1960 venne eletto consigliere comunale di Roma per il Movimento Sociale Italiano e rimase in Campidoglio fino al 1971. Nel 1967 fu nominato segretario nazionale giovanile del MSI, carica che tenne fino al 1970, quando fu eletto consigliere regionale del Lazio.
Nel 1971 insieme a Pietro Cerullo fu promotore della fusione dei due gruppi giovanili della destra, Giovane Italia e Raggruppamento giovanile studenti e lavoratori, per la fondazione del Fronte della Gioventù. Lo guiderà fino alle sue dimissioni nel gennaio 1977. Nel 1972 Giorgio Almirante lo chiamò nella segreteria nazionale del MSI. Nel 1975 fu rieletto alla Regione Lazio.
Nel 1976 fu alla guida di una delle quattro correnti in cui si era diviso il MSI, quella di "Destra popolare". Le altre erano quella almirantiana di Almirante e Romualdi, "Democrazia Nazionale" di De Marzio, Roberti e Nencioni e "Linea Futura" di Pino Rauti. Nel dicembre 1976 Democrazia Nazionale uscì dal partito, mentre Anderson partecipò al congresso del MSI nel gennaio 1977, dove la corrente ottenne il 13% dei voti dei delegati, in gran parte del movimento giovanile. Tra gli aderenti a Destra Popolare vi erano Giuseppe Tatarella, Ignazio La Russa, Luciano Laffranco, Ugo Martinat, Gennaro Ruggiero, Guido Virzì. 
Con la conferma di Almirante alla segreteria, Anderson si dimise il 3 giugno 1977 dal MSI e aderì a Democrazia Nazionale-Costituente di Destra. Con la sconfitta elettorale del 1979 DN si sciolse. Anderson restò al consiglio regionale del Lazio fino al 1980. Dal 2010 fu presidente della Federproprietà.

## Opere
- Lineamenti di una politica della gioventù, Roma, Effedigi, 1972
- L'alternativa della destra giovanile, (con Giorgio Almirante), Roma, Effedigi, 1973
- I percorsi della Destra, intervista di Gennaro Ruggiero, prefazione di Marcello Veneziani, con testimonianze di Pietro Cerullo e Adriano Cerquetti, Napoli, Controcorrente Edizioni, 2003.